# Nationale Tentoonstelling van Vrouwenarbeid 1898

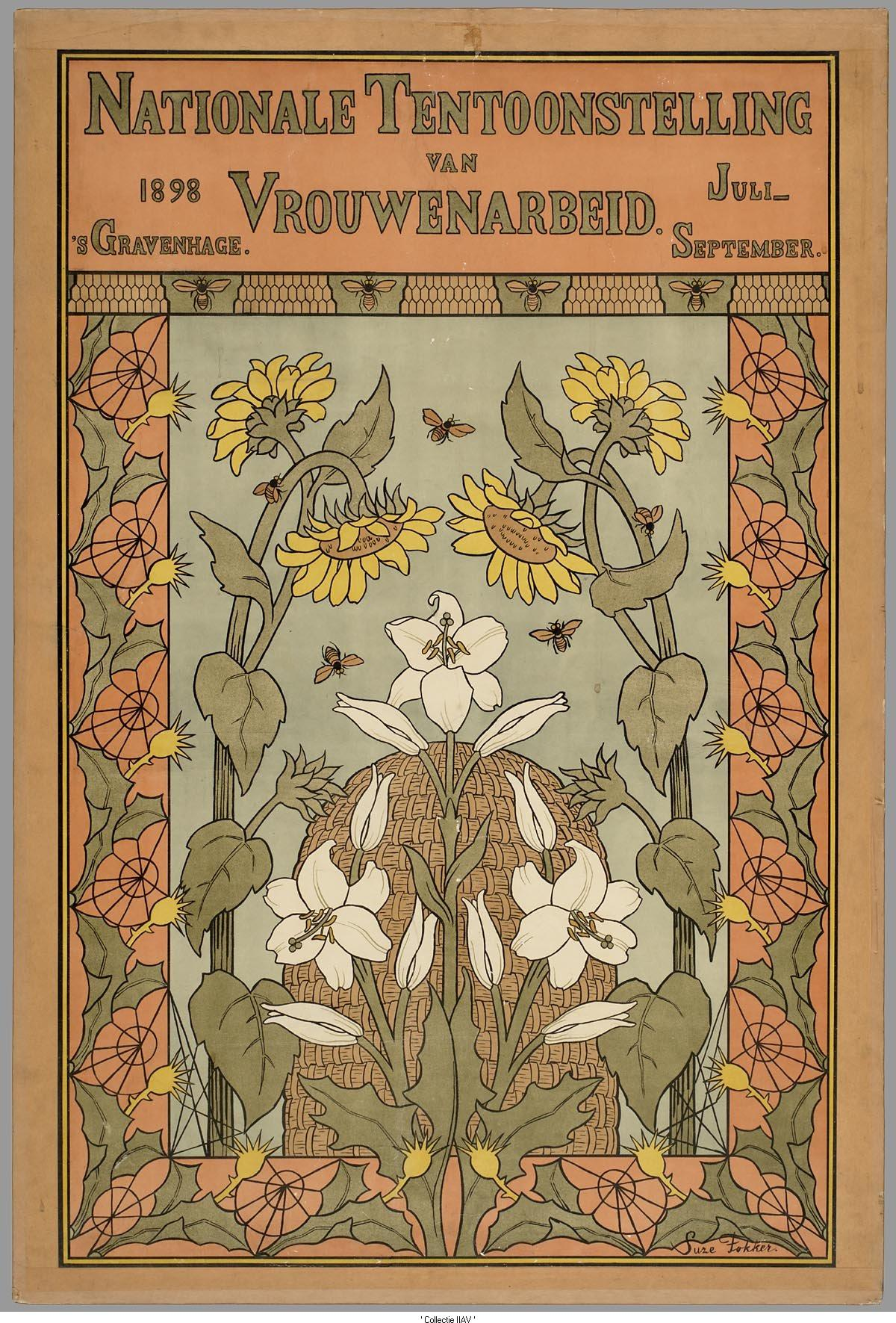
Vrouwenarbeid

Nationale Tentoonstelling van Vrouwenarbeid 1898 ("Nationella Utställning av Kvinnors Arbete") var en utställning som ägde rum i Haag i Nederländerna mellan 9 juli och 21 september 1898.
Utställningen ägde rum på initiativ av kvinnorättsaktivister inom Tesselschade och ställde ut konstverk, hantverk och produkter tillverkade av kvinnor. I samband med det hölls tal och föreläsningar om kvinnors arbetsvillkor och ställning i samhället. Utställningen spelade en viktig roll inom den nederländska första vågens feminism. 